# Edward Charles Howard
Edward Charles Howard, FRS (28 maig 1774 – 28 setembre 1816) el germà més jove de Bernard Howard, 12è Duc de Norfolk, fou un químic britànic considerat el primer enginyer químic."
El gener de 1799 fou elegit membre de la Royal Society (FRS) i el 1800 va rebre la medalla Copley per la seva recerca sobre el mercuri. Descobrí el fulminat de mercuri, un explosiu primari potent. El 1813 inventà un mètode de refinatge de sucre que implicava bullir el suc de canya de sucre no en un bullidor obert sinó en un recipient tancat escalfat per vapor d'aigua i sota un buit parcial. A pressió reduïda, l'aigua bull a una temperatura més baixa, per la qual cosa el mètode de Howard permetia estalviar combustible i reduir la quantitat del sucre perdut per la caramel·lització. Aquest mètode encara està en ús.
Howard també s'interessà en la composició de meteorits, especialment aquells de "ferro natural". Descobrí que molts d'aquests contenien un aliatge de níquel i ferro que no podia formar-se damunt Terra, i per això havien d'haver caigut del cel. Un tipus de meteorits, les howardites, reben el nom en honor seu.